# Поймать, чтобы убить
Поймать, чтобы убить (англ. Hunt to Kill) — фильм-боевик режиссёра Киони Ваксмана, в главной роли снялся известный рестлер Стив Остин.

## Сюжет
Четыре года назад Джим Родс патрулировал границу Техаса и Мексики. В перестрелке с нарушителями погиб его напарник. Джим с дочерью-подростком переезжает в горы Монтаны. Жизнь в горах позволяет ему совершенствовать свои навыки выживания в сложных условиях. Однако в этих же местах объявляется банда, ограбившая казино.

## В ролях
- Стив Остин — Джим Родс, главный герой, бывший полицейский
- Эрик Робертс — Ли Дэвис, напарник Джима
- Джил Беллоуз — Бэйнкс
- Мария Авгеропулос — Ким Родс, дочь Джима
- Гэри Дэниелс — Дженсен
- Эмили Уллеруп — Доминика «Дом»
- Майкл Эклунд — Гири
- Адриан Холмс — Краб
- Майкл Хоган — Лоусен
- Брент Стейт — Уолт